# Achillea clavennae
Il millefoglio di Clavena (nome scientifico Achillea clavennae L., 1753) è una specie di pianta angiosperma dicotiledone della famiglia delle Asteraceae (sottofamiglia Asteroideae, tribù Anthemideae (Eurasian grade) e sottotribù Matricariinae).

## Etimologia
La tradizione (trasmessa da Plinio) vuole che Achille curò alcune ferite dei suoi compagni d'arme, nell'assedio di Troia, con tale pianta; da qui il nome del genere (Achillea). Sembra che sia stato Chirone (suo maestro) ad informarlo delle capacità cicatrizzanti della pianta. Il nome della specie (clavennae) è in onore del botanico bellunese N. Clavena (sec. XVII).

Il binomio scientifico attualmente accettato (Achillea clavennae) è stato proposto da Carl von Linné (1707 – 1778) biologo e scrittore svedese, considerato il padre della moderna classificazione scientifica degli organismi viventi, nella pubblicazione Species Plantarum del 1753.
Il nome scientifico di questa specie spesso si trova anche nella forma Achillea clavenae.

## Descrizione

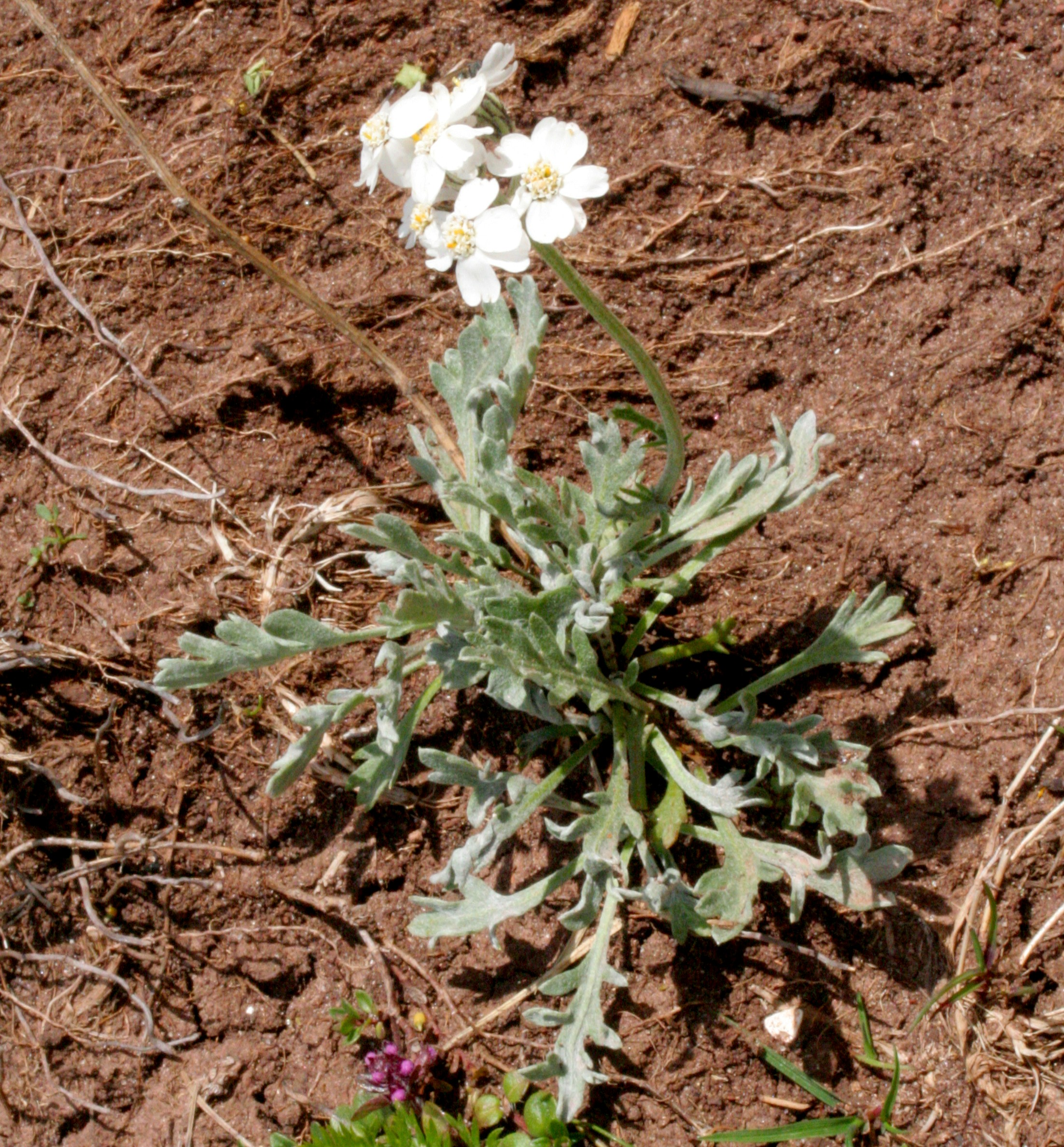
Il portamento

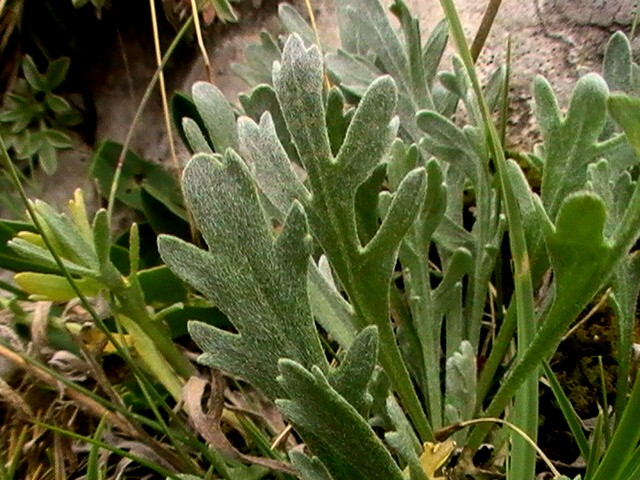
Le foglie

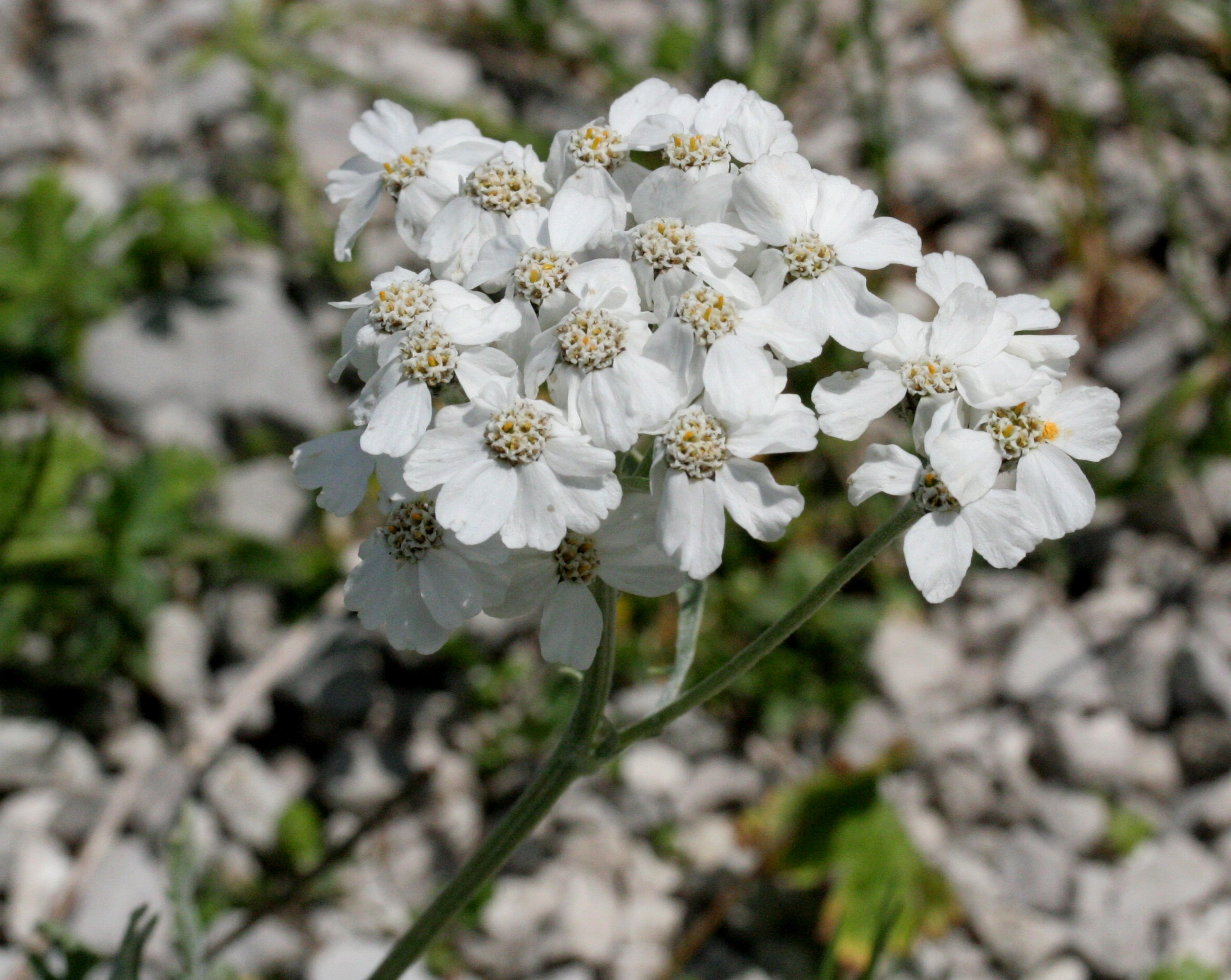
I capolini

Portamento. La specie di questa voce è una pianta erbecea perenne con indumento a peli basifissi. La forma biologica viene definita come emicriotifita scaposa (H scap), ossia sono piante erbacee perenni con gemme svernanti al livello del suolo e protette dalla lettiera o dalla neve; sono inoltre dotate di un asse fiorale eretto e con poche foglie. La pianta ha un odore simile alla canfora (è aromatica) ed ha un habitus sericeo-argentato (o anche grigio-tomentoso).
Radici. Le radici sono secondarie da rizoma.
Fusto. 
- Parte ipogea: la parte sotterranea consiste in un fusto legnoso ad andamento orizzontale.
- Parte epigea: la parte aerea del fusto è eretta e ascendente. Alla base è legnosa e i rami sono indivisi e fogliosi nei 2/3 inferiori della pianta La lamina ha delle forme da lineari a oblungo-lanceolate. I “millefoglio di Clavena” sono piante basse: 15 – 25 cm al massimo.

Foglie. Le foglie lungo il caule sono disposte in modo alterno. Quelle basali formano dei cespi compatti anche se le foglie sono abbastanza spaziate fra di loro. Le foglie sono del tipo divise pennatopartite (a 3-5 coppie di segmenti) con rachide lungamente alata; i segmenti sono da lobati e ottusi a strettamente lanceolati e acuti o anche 2-3-forcati. Il colore è grigio-verde. Le foglie cauline sono sessili (quelle basali sono abbraccianti il caule). Dimensione dei segmenti: larghezza 2 mm; lunghezza 10 – 15 mm.
Infiorescenza. Le sinflorescenze sono formate da 5-15 capolini calatidi dal diametro di pochi millimetri raccolti in modo corimboso molto denso; raramente sono solitari. Le infiorescenze vere e proprie sono composte da un capolino terminale peduncolato o subsessile di tipo radiato. I capolini sono formati da un involucro, con forme cilindrico-ovoidi, composto da diverse brattee, al cui interno un ricettacolo fa da base ai fiori di due tipi: fiori del raggio e fiori del disco. Le brattee, pubescenti con margine scarioso e nero, sono disposte in modo più o meno embricato su più serie (da 2 a 3). Il ricettacolo è piatto o da emisferico a conico, ed è provvisto di pagliette trasparenti a protezione della base dei fiori. Diametro medio del capolino: da 15 a 18 mm. Dimensione dell'involucro: larghezza 3 – 4 mm; lunghezza 5 – 6 mm.
Fiori.  I fiori sono tetra-ciclici (formati cioè da 4 verticilli: calice – corolla – androceo – gineceo) e pentameri (calice e corolla formati da 5 elementi). Si distinguono in:
- fiori del raggio (esterni): da 5 a 9 per capolino, sono femminili, fertili e sono disposti su una serie; la forma è ligulata (zigomorfa); a volte possono mancare o essere sterili;
- fiori del disco (centrali): sono più numerosi con forme brevemente tubulose (attinomorfe); sono ermafroditi e fertili.

- Formula fiorale:

*/x K {\displaystyle \infty }, [C (5), A (5)], G 2 (infero), achenio
- Calice: i sepali del calice sono ridotti ad una coroncina di squame.

- Corolla: 
  - fiori del raggio: la forma della corolla alla base è piatta/tubulosa, mentre all'apice termina con una ligulata sub-rotonda ribattuta verso il basso e allargata con 2 – 3 denti ottusi; la ligula è lunga quanto l'involucro; il colore è bianco;
  - fiori del disco: la forma della corolla è tubulare bruscamente divaricata in 5 lobi ed è lievemente zigomorfa in quanto due lobi sono più larghi degli altri; i lobi, patenti o eretti, hanno una forma deltata; il colore è ocra chiaro-pallido.

- Androceo: l'androceo è formato da 5 stami (alternati ai lobi della corolla) sorretti da filamenti generalmente liberi con un collare a forma di balaustra; gli stami sono connati e formano un manicotto circondante lo stilo. Le antere possono essere sia di tipo basifissa che medifissa (ossia attaccate al filamento per la base – nel primo caso; oppure in un punto intermedio – nel secondo caso).[15] Questa caratteristica ha valore tassonomico in quanto distingue i generi gli uni dagli altri. Il tessuto endoteciale (rivestimento interno dell'antera) non è polarizzato. Il polline è sferico con un diametro medio di circa 25 micron;  è tricolporato (con tre aperture sia di tipo a fessura che tipo isodiametrica o poro) ed è echinato (con punte sporgenti).

- Gineceo: l'ovario è infero uniloculare formato da 2 carpelli. Lo stilo (il recettore del polline) è profondamente bifido (con due stigmi divergenti) e con le linee stigmatiche marginali separate o contigue. I due bracci dello stilo hanno una forma troncata e possono essere papillosi o ricoperti da ciuffi di peli.

- Antesi: da giugno a settembre.

Frutti. I frutti sono degli acheni privi di pappo. La forma è obovoide dorsoventralmente compressa quasi appiattita con 2 coste laterali e raramente con una addizionale costa adassiale. L'apice è arrotondato. Il pericarpo può possedere alcune cellule mucillaginifere con o senza sacche longitudinali di resina. Dimensione degli acheni: 2 mm.

## Biologia
Impollinazione: tramite insetti (impollinazione entomogama tramite farfalle diurne e notturne).

Riproduzione: la fecondazione avviene fondamentalmente tramite l'impollinazione dei fiori.

Dispersione: i semi cadono a terra e vengono dispersi soprattutto da insetti come formiche (disseminazione mirmecoria). Un altro tipo di dispersione è zoocoria: gli uncini delle brattee dell'involucro (se presenti) si agganciano ai peli degli animali di passaggio che portano così i semi anche su lunghe distanze. Inoltre per merito del pappo (se presente) il vento può trasportare i semi anche per alcuni chilometri (disseminazione anemocora).

## Distribuzione e habitat

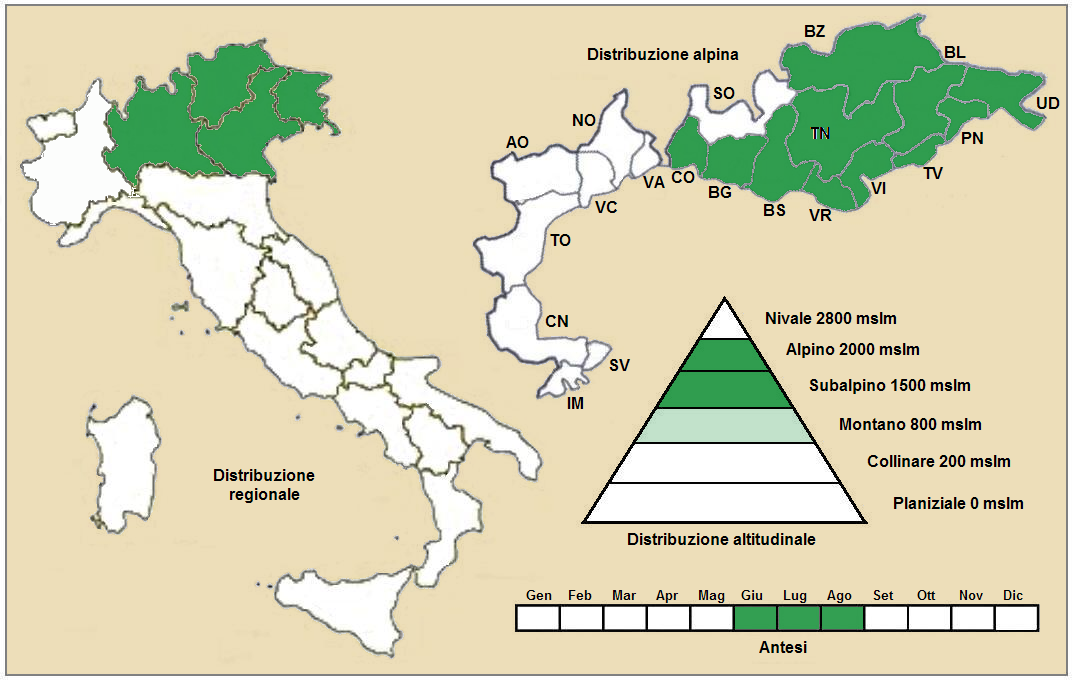
Distribuzione della pianta
(Distribuzione regionale – Distribuzione alpina)

Geoelemento: il tipo corologico (area di origine) è  Est Alpico / Dinarico (o Illyrico). È una specie endemica originaria delle Alpi Orientali: dal Veneto alla Lombardia. Probabilmente è un neo-endemismo post glaciale

Distribuzione:in Italia è comune ma solo nelle Alpi Orientali. Fuori dall'Italia (ma sempre nelle Alpi) si trova in Austria e in Slovenia e in parte nelle Alpi Dinariche.

Habitat: l'habitat tipico di questa specie sono i pendii soleggiati aridi e sassosi; ma anche le praterie rase alpine e subalpine. Il substrato preferito è calcareo con pH basico, bassi valori nutrizionali del terreno che deve essere secco.

Distribuzione altitudinale: sui rilievi queste piante si possono trovare da 1500 a 2600 m s.l.m.; frequentano quindi i seguenti piani vegetazionali: subalpino e alpino. A certe condizioni questa specie può scendere a fondovalle fino a 600 m s.l.m..

## Fitosociologia

### Areale alpino
Dal punto di vista fitosociologico alpino la specie di questa voce appartiene alla seguente comunità vegetale:
Formazione: delle comunità delle praterie rase dei piani subalpino e alpino con dominanza di emicriptofite
Classe: Elyno-Seslerietea variae
Ordine: Seslerietalia variae
Alleanza: Seslerion variae

### Areale italiano
Per l'areale completo italiano la specie di questa voce appartiene alla seguente comunità vegetale:
Macrotipologia: vegetazione sopraforestale criofila e dei suoli crioturbati
Classe: Festuco-seslerietea Barbéro-Bonin, 1969
Ordine: Seslerietalia caeruleae Br.-Bl. in Br.-Bl. & Jenny, 1926
Alleanza:  Caricion austroalpinae Sutter, 1962
Suballeanza: Ranunculenion hybridi Poldini & Feoli Chipaella, 1994
Descrizione. La suballeanza Ranunculenion hybridi è relativa alle praterie a Sesleria su suoli calcareo-dolomitici nelle fasce subalpina e alpina del versante sud-orientale delle Alpi. La distribuzione comprende le aree dal Monte Baldo fino alle Alpi Giulie e alle Caravanche.
Specie presenti nell'associazione: Sesleria caerulea, Carex sempervirens, Horminum pyrenaicum, Potentilla crantzii, Phyteuma orbiculare, Thymus praecox, Stachys alopecurus, Galium anisophyllum, Campanula scheuchzeri, Laserpitium peucedanoides, Ranunculus hybridus, Achillea clavenae, Koeleria eriostachya, Gentianella anisodonta, Nigritella nigra, Anthyllis vulneraria, Gentiana verna, Poa alpina.

## Sistematica
La famiglia di appartenenza di questa voce (Asteraceae o Compositae, nomen conservandum) probabilmente originaria del Sud America, è la più numerosa del mondo vegetale, comprende oltre 23.000 specie distribuite su 1.535 generi, oppure 22.750 specie e 1.530 generi secondo altre fonti (una delle checklist più aggiornata elenca fino a 1.679 generi). La famiglia attualmente (2021) è divisa in 16 sottofamiglie; la sottofamiglia Asteroideae è una di queste e rappresenta l'evoluzione più recente di tutta la famiglia.

### Filogenesi
Il gruppo di questa voce è descritto nella tribù Anthemideae, una delle 21 tribù della sottofamiglia Asteroideae). In base alle ultime ricerche nella tribù sono stati individuati (provvisoriamente) 4 principali lignaggi (o cladi): "Southern hemisphere grade", "Asian-southern African grade", "Eurasian grade" e "Mediterranean clade". Il genere Achillea (insieme alla sottotribù Matricariinae) è incluso nel clade Eurasian grade.
Il genere Achillea contiene oltre un centinaio di specie per cui è stato suddiviso in 5 sezioni. La specie di questa voce fa parte della sezione Achillea
Nella "Flora d'Italia" le specie spontanee di Achillea sono suddivise in due sottogeneri, 7 sezioni e alcuni aggregati.  A. clavennae appartiene alla quarta sezione caratterizzata da numerosi corimbi, 6-12 fiori ligulati, foglie 1-2-pennatosette grigio-tomentose.
I caratteri distintivi della specie  A. clavennae sono:
- questa piante sono caratterizzate da un tomento setoso-appressato;
- i dentelli delle foglie basali sono spaziati con separazione 2-4 volte la larghezza dei dentelli.

Il numero cromosomico di A. clavennae è: 2n = 18.

### Variabilità
È una specie molto polimorfa. Le caratteristiche più soggette a variabilità sono:
- il portamento (alto o basso, più o meno prostrato);
- la forma delle foglie;
- le dimensioni dei capolini;
- presenza o assenza di ghiandole sugli acheni.

### Ibridi
Con la specie Achillea atrata la pianta di questa voce forma il seguente ibrido interspecifico:
- Achillea atrata x clavennae

### Sinonimi
Sono elencati alcuni sinonimi per questa entità:
- Achillea argentea Salisb.
- Achillea capitata  Willd.
- Achillea clavennae var. capitata  (Willd.) Heimerl
- Achillea clavennae var. glabrata  W.D.J.Koch
- Achillea clavennae var. intercedens  Heimerl
- Achillea clavennae f. velebitica  Bjelčić
- Achillea clavennae f. volujakensis  Bjelčić & E.Mayer
- Achillea glavennae  Schrank
- Achillea intercedens  Dalla Torre
- Achillea millii  Heldr. ex Boiss.
- Achillea sericea  Vis. ex Rchb.
- Achillea tyrolensis  Wender.
- Achillea visianii  Dalla Torre
- Chamaemelum clavennae  E.H.L.Krause i
- Ptarmica clavennae DC.

## Specie simili
Tutti i "millefoglie" sono molto simili tra di loro. Questa specie può essere distinta in quanto abitatrice di alte quote alpine e con un areale abbastanza specifico (Alpi orientali) e con caratteristiche foglie grigio-tomentose.

## Usi

### Cucina
In liquoreria è una pianta spesso usata per aromatizzare la grappa o per confezionare amari artigianali.

## Altre notizie
Il  "millefoglio di Clavena" in altre lingue viene chiamata nei seguenti modi:
- (DE)  Clavenas Schafgarbe
- (FR)  Achillée de Clavena
- (EN)  Austrian Milfoil
- (SL)  Planinski pelin